# Уилласи
Округ Уилласи (англ. Willacy) — округ штата Техас Соединённых Штатов Америки. На 2000 год в нём проживало 20 082 человек. По оценке бюро переписи населения США в 2009 году население округа составляло 20 395 человек. Окружным центром является город Реймондвилл.

## История
Округ Уилласи был сформирован в 1911 году. Он был назван в честь Джона Уилласи, сенатора и автора указа о формировании округа.

## География
По данным бюро переписи населения США площадь округа Уилласи составляет 2031 км², из которых 1545 км² — суша, а 486 км² — водная поверхность (23,92 %).

### Основные шоссе
- Шоссе 77
- Автострада 186

### Соседние округа
- Кенеди  (север)
- Мексиканский залив  (восток)
- Камерон  (юг)
- Хидалго  (запад)